# 梁军 (企业家)
梁军（1970年—），中华人民共和国企业家，现任乐视智能终端事业群COO、乐视致新总裁、乐视网总经理。

## 生平
毕业于北京交通大学，获得电子工程学硕士学位；中欧国际工商管理学院EMBA。曾任联想产品链管理部总经理、联想服务器事业部总经理、联想移动通信科技有限公司产品营销部总经理、联想集团智能手机的产品开发副总裁等职。
2012年1月3日，加盟乐视网，担任乐视网副总裁兼乐视TV总经理一职，着手负责乐视电视和乐视盒子业务。2014年，担任乐视智能终端事业群COO，三年内将乐视超级电视的业务从零做到全国前三。2016年12月，身为乐视致新总裁的梁军在接受媒体采访时称，乐视致新此次融资的投前估值为300亿元。2017年5月21日，接替贾跃亭，出任乐视网总经理。而此前几天，原隶属于乐视电商负责的超级电视的销售职能统一并入乐视致新，由梁军直接管理；对应了线下乐帕体系的组织结构也调整为四大线下销售区域总部分管。